# دون هاردمان
دون هاردمان (بالإنجليزية: Don Hardeman)‏ هو لاعب كرة قدم أمريكية أمريكي، ولد في 13 أغسطس 1952 في كيلين في الولايات المتحدة، وتوفي في 2 يونيو 2016 في تمبل في الولايات المتحدة.

## وصلات خارجية
- دون هاردمان على موقع مرجع كرة القدم المحترفة.كوم (الإنجليزية)